# 조선 사람 목록
다음은 조선 사람 목록이다.

## 군주
- 태조 (조선)
- 정종 (조선)
- 태종 (조선)
- 세종
- 문종 (조선)
- 단종 (조선)
- 세조 (조선)
- 예종 (조선)
- 성종 (조선)
- 연산군
- 중종 (조선)
- 인종 (조선)
- 명종 (조선)
- 선조 (조선)
- 광해군
- 인조 (조선)
- 효종 (조선)
- 현종 (조선)
- 숙종 (조선)
- 경종 (조선)
- 영조
- 정조
- 순조
- 헌종 (조선)
- 철종 (조선)
- 고종 (대한제국)
- 순종 (대한제국)

### 왕실
- 양녕대군
- 문정왕후 (조선)
- 인현왕후
- 장조 (조선)
- 정순왕후 (조선 영조)
- 흥선대원군
- 헌경왕후
- 명성황후
- 순정효황후

## 학자
- 정도전
- 하륜
- 권근
- 정인지
- 황희
- 황보인
- 김종서 (1383년)
- 유응부
- 유성원
- 박팽년
- 성삼문
- 하위지
- 이개
- 김질 (1422년)
- 신숙주
- 한명회
- 최세진 (조선)
- 김종직
- 이언적
- 조광조
- 윤임
- 윤원형
- 이황
- 조식 (1501년)
- 성혼
- 류성룡
- 이산해
- 이이
- 김장생
- 김집 (1574년)
- 정철
- 조헌
- 김육
- 이수광
- 송시열
- 채제공
- 유형원
- 이익 (실학자)
- 윤휴
- 박지원 (1737년)
- 송준길
- 홍대용
- 유득공
- 정약용
- 박제가
- 김정희
- 박규수
- 박영효
- 김옥균
- 이유원 (1763년)

## 군인
- 이일
- 신립
- 이순신
- 권율
- 김시민
- 이억기
- 원균
- 강홍립
- 신류

## 기타

### 여성
- 황진이
- 논개
- 장금
- 이매창

### 지도자
- 최제우
- 홍경래

### 화가
- 김홍도
- 정선 (화가)
- 신윤복
- 장승업

### 저자
- 김정호

### 발명가
- 정약용
- 장영실

## 같이 보기
- 한국의 역사